# Renzo Eligio Filippi
Renzo Eligio Filippi (Portogruaro, 18 settembre 1935 – 3 giugno 2001) è stato un politico italiano, esponente della Democrazia Cristiana e già parlamentare europeo.
Fu eletto deputato europeo alle elezioni europee del 1979 per le liste della DC. È stato membro della Commissione per le relazioni economiche esterne e della Commissione per il controllo di bilancio.